# Lsmod
lsmod es un comando de los sistemas Linux. Muestra los módulos cargables en el kernel que están cargados actualmente.
Un ejemplo abreviado de su salida: 
```
# lsmod
Module                  Size  Used by
af_packet              27392  2 

8139too
                30592  0 
snd_cs46xx             96872  3 
snd_pcm_oss            55808  1 
snd_mixer_oss          21760  2 snd_pcm_oss

ip6table_filter
         7424  1 

ip6_tables
             19728  1 ip6table_filter

ipv6
                  290404  22 

xfs
                   568384  4 

sis900
                 18052  5 

libata
                169920  1 pata_sis

scsi_mod
              158316  3 usb_storage,sd_mod,libata

usbcore
               155312  6 ohci_hcd, usb_storage, 
usbhid
```

"Module" se refiere al nombre del módulo. "Size" indica el tamaño del módulo (no la memoria que utiliza). "Used by" muestra el contador de uso de cada módulo y una lista de los módulos referenciados. La lista de "Used by" a veces está incompleta. Si el módulo controla su propia descarga a través de una rutina can_unload, entonces el contador de uso que muestra lsmod siempre es -1, independientemente del uso real.